# Alexandra Meissnitzer
Alexandra Meissnitzer (n. 18 iunie 1973, Abtenau, Salzburg, Austria) este o schioară alpină ce a reprezentat Austria, medaliată olimpică. A participat la 4 ediții ale Jocurilor Olimpice (1994, 1998, 2002, 2006) în care a câștigat o medalie de argint și două medalii de bronz.